# オールナイトニッポンTV
『オールナイトニッポンTV』（オールナイトニッポンティービー）は、フジテレビ系で放送されたテレビ特番。放送日時は日本標準時。

## 概要
- フジテレビの子会社（2005年以前はフジテレビの親会社だった）であるラジオ局・ニッポン放送で放送されているオールナイトニッポンのテレビ版である。
- なお、この項目で取り上げられている福山雅治・西川貴教版と松任谷由実版とは関連性はまったくなく、制作プロデューサーが同じだけである。

## 福山雅治・西川貴教のオールナイトニッポンTV
2001年9月30日18:45-21:00放送。
- 「ラジオパーソナリティがリスナーの夢を応援して叶える」という目的で、福山と西川が世界一周旅行に出かけた。旅の最中にも福山雅治のオールナイトニッポンサタデースペシャル・魂のラジオと西川貴教のallnightnippon SUPER!で経過を報告する様子も放送。
- アフリカケニアでリスナーと一緒にパラグライダーをし、写真家志望の女性リスナーと一緒にモスクワを回った。当時シアトル・マリナーズに在籍していた佐々木主浩に、野球をしていたリスナーを会わせた。
- 番組最後はニッポン放送(当時お台場にあった)のラジオブースからの生放送に切り替わった(放送日の22:30-24:00にニッポン放送で行われた反省会の為)。ナレーターは当時ニッポン放送アナウンサーだった荘口彰久。
- その日の放送終了後23:00からニッポン放送関東ローカルで反省会と称した関連番組が放送された。

## 松任谷由実のオールナイトニッポンTV
2005年12月25日22:30-23:45放送。スタジオをラジオブースに見立てて放送。番組が始まった経緯は、鈴木克明編成局長から「クリスマス時期に、音楽系の特番なんてつくれないかなぁ？ユーミンとか平井堅さんとか」、その頃ちょうど『僕らの音楽』に『松任谷由実With Friends Of Love The Earth』が出演、番組プロデューサーきくち伸とユーミンの初仕事が実現したので、きくちが収録日の楽屋で松任谷正隆に「苗場のステージで由実さんが喋るあの感じで、クリスマスの特番をつくりませんか？」と提案したのがはじまり。ユーミンの新曲「Forgiveness」の演奏のほか、ゲストに藤井隆・岸田繁・浜崎あゆみ・平井堅・槇原敬之とトークを繰り広げた。ユーミンと「ひこうき雲」をコラボしたaiko、「BOY MEETS GIRL」をコラボした小室哲哉、ナレーターの亀渕昭信も出演した。
2006年12月26日23:55-24:55に続編『松任谷由実のオールナイトニッポンTV2』が放送された。ゲストに布袋寅泰・倖田來未・AI・黒柳徹子・『CHIMPAN NEWS CHANNEL』のゴメス・チェンバリン（声の出演：ビビる大木）を迎えトークを繰り広げた。ユーミンと「A HAPPY NEW YEAR」をコラボしたスガシカオ、「アジアの純真」をコラボしたPUFFY、「ルージュの伝言」をカバーしたザ50回転ズも出演した。
2009年4月1日24:35-25:35に続編『松任谷由実のオールナイトニッポンTV3』が放送された。ユーミンの新曲「まずはどこへ行こう」の演奏のほか、ゲストにEXILE・Perfume・RIP SLYME・天津木村・市川海老蔵を迎えトークを繰り広げた。ユーミンと「ANNIVERSARY」をコラボしたJUJU、「守ってあげたい」をカバーした向井秀徳も出演した。
2011年4月6日24:35-25:35に続編『松任谷由実のオールナイトニッポンTV4』が放送された。ユーミンの「ダイアモンドダストが消えぬまに」や新曲「Mysterious Flower」の演奏のほか、ゲストにマツコ・デラックス・AKB48+秋元康・それぞれ2度目となる槇原敬之・JUJUを迎えトークを繰り広げた。